# 闘魔鬼神伝ONI
『闘魔鬼神伝ONI』（とうまきしんでん オニ）は、1995年10月5日から1996年3月21日まで、テレビ東京木曜日朝7:35 - 8:05のあにめあさいちの枠内の一つとして放送されたテレビアニメ。全25話で、1話あたり約10分。和風RPG『ONIシリーズ』の世界観を元にしている。

## あらすじ
山の村の長老に拾われて育った朱羅丸は村人と共に狩りをして生活をするも人間離れした強い力を持つことを疎まれ「鬼っこ」と呼ばれ上手くいかない。ある日の狩りで仕留めた猪の親の大猪が大暴れし萌黄を襲おうとしたところを力を使って助ける所から物語ははじまる。
一方遠い未来、人類は出生率の急激な低下により、滅亡の危機に瀕していた。人類を救わんとする頭脳集団「七福神」は遺伝子に原因があると考えて過去に戻り、劣悪な遺伝子を持つ人間を抹殺することで問題を解決しようとする。しかし、不思議な力を持つ朱羅丸ら隠忍たちの活躍により、計画はうまくいかない。
やがて隠忍の生物として異常な力に対し、抹殺を主張するハジャオウとその力を解明し人類の遺伝子の改良を試みる他のメンバーとの間で対立、強行的なクーデターが発生する。

## 主な登場人物

### 主要人物
朱羅丸（しゅらまる）
声 - 石田彰
本作の主人公。赤子の時、山の村の長老に拾われ育てられる。しかし、七福神の襲撃の折りに異形な姿に転身した際、もともと偏見を持っていた一部の村人により放火と長老殺害という無実の罪を着せられ、村八分にされてしまう。
その後、七福神との戦いや深青などの自分と同じ能力を持つ人達との出会いによって、徐々に成長する。
レギュラーキャラの中では小柄な方（萌黄や深青よりも小さい）だが、転身後の姿は最も巨漢となる。
腰と背中に二振りの刀を持っているが、二刀流を見せたのはOPのみで、戦闘時は基本的に一本のみを用いて戦う。
鬼神の化身に転身し、転身後はエネルギーを纏った拳による殴り合いか、エネルギーを直接ぶつける戦法で戦う。基本カラーは青。
ハジャオウとの最終決戦の最中、萌黄を守るという気持ちから赤いカラーリングのより大柄な鬼神へと二段転身を果たす。
萌黄（もえぎ）
声 - 氷上恭子
本作のヒロイン。里の村の民。森で巨大猪に襲われた際に朱羅丸に助けられて以来、彼に興味を持ち始める。特段これといった戦闘能力を持つわけではないが彼が異形な存在であっても物語の最後まで分け隔てなく接する数少ない理解者である。
深青（みさお）
声 - 岡村明美
綾人と行動を共にしているくの一。勝気でお転婆、かつ好戦的な性格。綾人を守ることこそが、自分の生き甲斐だと思っている。また同じ能力者だが実戦経験が乏しい朱羅丸に興味を抱いている。
基本武装は苦無と短刀。また転身時のみかぎ爪も用ている。猫又の化身に転身し、転身後は炎の力で戦う。基本カラーは桃。
シュリとの一対一の戦いで力を使い果たし再び生きるための力を取り戻すまでの果ての無い期間小さな石に封印されてしまう。
聖綾人（ひじりあやひと）
声 - 加瀬康之
深青と行動を共にしている青年。冷静沈着で、実戦経験も豊富だけに戦場慣れしている。
深青とは仲間以上の意識を持っており、そのためにシュリとの戦いで力尽き封印した深青を肌身離さず大事にしている。
狐の化身に転身する。武器は用いず、転身前後とも掌からエネルギーを発して戦う。基本カラーは白。
南郷武蔵（なんごうむさし）
声 - 大川透
大柄だが穏やかな性格の武将。中盤に登場。かつて婚約者がいたが、彼女に思い人がいる事に気づき自身の異形な存在に転生できる能力が彼女を不幸にすると考え自ら引いた過去を持つ。
常人相手なら睨むだけで圧倒するほどの威圧感と、槍を用いて戦う。
神熊の化身に転身する。転身後は敵を重力の球に封じ込める戦い方をする。基本カラーは萌黄。
蛇精へと転じたサラとの交戦後に助からないほどの怪我を負う。人の身を捨てさせられた彼女の哀れみ、自身の重力球によって共に消えた。

### 七福神
低下していく人類の出生率を高くするために未来からやってきた七人の集団。しかし、様々な思惑により組織自体は一枚岩では無い。
ハジャオウ
声 - 真殿光昭
七福神のリーダーで、毘沙門天を司っている。IQはメンバー内で一番高い。人類を救うという使命を重んじるが、融通が利かない一面も。また計画を尽く朱羅丸達に邪魔されたために彼らを危険視するようになり、朱羅丸達の遺伝子に可能性を見出しているジュセイの提言を一蹴している。また、後にサラにリーダーの座を奪われることになる。星の最高支配種族である人類に他の生物の遺伝子を組み込む等の行為を激しく忌諱していたが、自身が生体コンピューターであるカーラが寂しさを紛らわせるために作成されたデザインベイビーである事が発覚。自身の存在意義を見失い暴走することとなる。
赤い長髪が特徴で、武器はビームサーベル。
ジュセイ
声 - 大木民夫
七福神の一人で寿老人を司る、背の低い老人。朱羅丸達を捕獲し、遺伝子操作で人類の生命力・出生率を高めようと考えている。自らの生み出した怪獣を利用して戦いを挑むことが多い。
自身の目的と研究欲の為には他社の犠牲を厭わない狡猾な性格をしており他の七福神を扇動しクーデターを起こす他サラを強引に怪獣化して主人公達にに挑ませるなど卑劣な行動が目立つ。
最後はハジャオウによって処刑された。
ニイラ・カン
声 - 納谷六朗
七福神の一人。顔色が紫色の紳士風の壮年。武器はビームナイフ。女性の悲鳴を好み、朱羅丸達との約束を破り長老を殺害するなど目に余る卑怯な振る舞いを見せたため為仲間であるはずのタキヤシャに粛清される。
サラ
声 - 岡本茉利
七福神の一人。黒ずくめの服を着た女戦士。未来の科学力をもってしても目覚めさせることの出来ない弟ヴィーナの治療を真の目的としている。
ハジャオウよりも実力と人望があるらしく、ジュセイに唆され途中で七福神のリーダーとなる。武器はビーム制のムチ。
過去への総攻撃を行う際にジュセイにより強化手術を施され、髪を蛇の尾のように操って戦う戦闘力を得るが、サラ本人の知らぬ間に強力な強化薬物が投与される装置が埋め込まれており、人としての理性を失った怪異（蛇精）へと成り果て、最後は武蔵と共に消え去った。
タキヤシャ
声 - 大塚明夫
七福神の一人で恵比寿天を司る、白い仮面を被った金髪の心優しき剣士。武器はビームサーベルと左手から繰り出される気功弾。
七福神の中では唯一と言えるほどの高潔な性格をしておりニイラの卑劣な行為によって危機に陥っていた朱羅丸を救出し一騎打ちを挑んだ末に果てた。
パドナ・シュリ
声 - 井上喜久子
七福神の一人。残忍な性格をした緑髪の女剣士。朱羅丸の首をとり、飾りたいと発言するなど若干ヤンデレ気味。武器はビームサーベルで、銃として使用することも可能。
ジュセイの攻撃に巻き込まれた際、敵であるにもかかわらず自分の命を救った朱羅丸に対して恋心のような感情を抱くが、その気持ちが何かを理解できず朱羅丸を自らの手で殺害することに執着。朱羅丸を守りたいとする深青と一騎打ちをし相打ちに終わった。
アイオライト・アンバー
声 - 坪井智浩
七福神の一人。水色の髪色をした青年。武器は右手から放出されるビーム。放射するだけでなく鞭のように操って戦う。
初対面から綾人に対して倒錯した抱くが、後にハジャオウの制止を無視し民間人を虐殺しようとしたため対立が決定的となり交戦。七福神で最初の犠牲者となった。
カーラ
声 - 田中敦子
七福神をサポートする生体コンピュータで、羽根の生えた女性の姿をしている。時空転送装置のコントロールをしている。
クーデターの折に自らの子供とも言えるハジャオウを擁護したため全ての権限を奪われ幽閉される。
ヴィーナ
声 - なし
サラの弟でいつ目覚めるかも判らない原因不明の病に冒され幻影城内のサラの自室のカプセルに安置されている
最終回にて目覚めるも幻影城の自爆に巻きこまれ死亡する。

### その他
長老（ちょうろう）
声 - 北村弘一
山の村の長老にして、朱羅丸の育ての親。朱羅丸の正体を知っていてなお分け隔てなく育ててきたが、偏見を持った村人たちに家を放火され、焼け落ちた天井の下敷きとなる。それすらも朱羅丸が手にかけたという言いがかりをつけられ、彼の心にトラウマを残す一因となった。
星彦（ほしひこ）
声 - 大谷育江
萌黄の弟。髪型が星のような形をしている。

## メインスタッフ
- 企画・製作 - 創通映像
- プロデューサー - 妹尾祐子
- 原案 - 飯島健男（パンドラボックス）
- 原作・脚本 - 早川奈津子（パンドラボックス）
- プロデューサー - 川崎とも子
- キャラクターデザイン・総作画監督 - ゴトウマサユキ
- 音楽 - 井上日徳
- 美術監督 - 源田治行
- 撮影監督 - 大瀧勝之
- 音響監督 - 藤山房伸、菊田浩巳
- 監督 - 鈴木行
- 制作 - J.C.STAFF

## 主題歌
テレビ版オープニングテーマ「TRY」
作詞 - K.INOJO / 作曲・編曲 - 井上日徳 / 歌 - 渡部マキ
ビデオ版エンディングテーマ「HELLO」
作詞 - K.INOJO / 作曲・編曲 - 井上日徳 / 歌 - 渡部マキ

## 各話リスト
| 話数 | サブタイトル | 絵コンテ | 演出     | 作画監督 | 放送日         |
| ---- | ------------ | -------- | -------- | -------- | -------------- |
| 1    | 朱羅丸       | 鈴木行   | 玉田博   | 中山由美 | 1995年 10月5日 |
| 2    | ハジャオウ   | 鈴木行   | 玉田博   | 中山由美 | 10月12日       |
| 3    | 鬼神         | 鈴木行   | 玉田博   | 中山由美 | 10月19日       |
| 4    | もえぎ       | 鈴木行   | 北川正人 | 戸田真一 | 10月26日       |
| 5    | ONIの血脈    | 鈴木行   | 北川正人 | 戸田真一 | 11月2日        |
| 6    | ジュセイ     | 鈴木行   | 北川正人 | 戸田真一 | 11月9日        |
| 7    | 深青         | 川島宏   | 棚橋一徳 | 志村泉   | 11月16日       |
| 8    | アイオライト | 川島宏   | 棚橋一徳 | 谷口守泰 | 11月23日       |
| 9    | シュリ       | 川島宏   | 棚橋一徳 | 藤井満   | 11月30日       |
| 10   | 武蔵         | 山本裕介 | 山本裕介 | 中山由美 | 12月7日        |
| 11   | 神熊         | 山本裕介 | 山本裕介 | 中山由美 | 12月14日       |
| 12   | いいなずけ   | 山本裕介 | 山本裕介 | 中山由美 | 12月21日       |
| 13   | 真柴         | 井硲清高 | 井硲清高 | 清水明博 | 12月28日       |
| 14   | 綾人         | 井硲清高 | 井硲清高 | 岩根雅明 | 1996年 1月4日  |
| 15   | 造反者       | 井硲清高 | 井硲清高 | 清水明博 | 1月11日        |
| 16   | 思慕         | 川島宏   | 北川正人 | 戸田真一 | 1月18日        |
| 17   | 対決         | 川島宏   | 北川正人 | 戸田真一 | 1月25日        |
| 18   | 封印         | 川島宏   | 北川正人 | 杉光登   | 2月1日         |
| 19   | ニイラ・カン | 吉田俊司 | 吉田俊司 | 岩井優器 | 2月8日         |
| 20   | サムライ     | 吉田俊司 | 吉田俊司 | 岩井優器 | 2月15日        |
| 21   | 蛇精         | 吉田俊司 | 吉田俊司 | 岩井優器 | 2月22日        |
| 22   | 激闘         | 井硲清高 | 井硲清高 | 清水明博 | 2月29日        |
| 23   | 真なる力     | 井硲清高 | 井硲清高 | 岩根雅明 | 3月7日         |
| 24   | 幻影城       | 井硲清高 | 井硲清高 | 清水明博 | 3月14日        |
| 25   | 旅立ち       | 玉田博   | 玉田博   | 中山由美 | 3月21日        |